# Arthur Studenroth

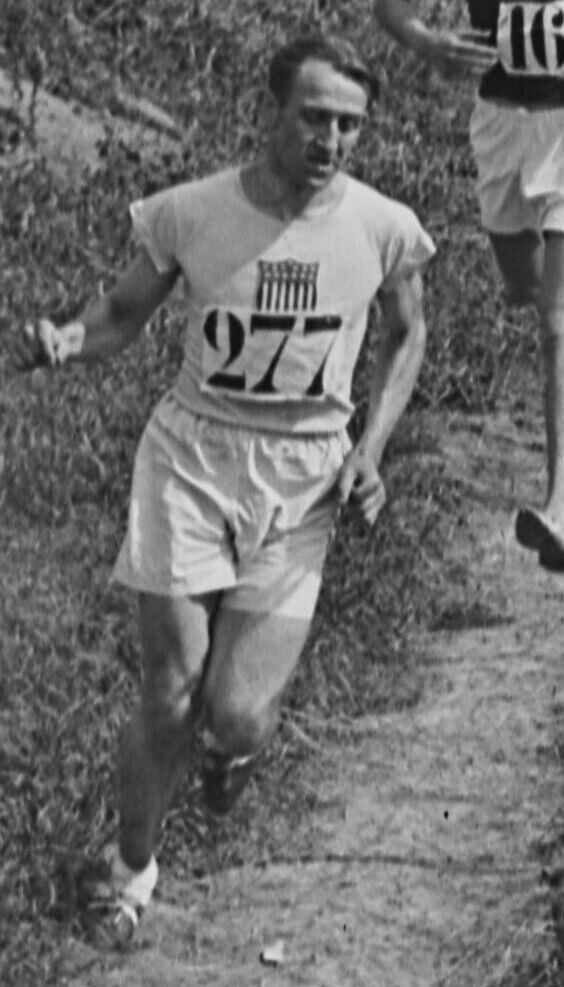
Arthur Studenroth (1924)

Arthur Studenroth (Arthur Addison „Art“ Studenroth; * 9. Oktober 1899 in Columbia, Pennsylvania; † 14. März 1992 in Albany, New York) war ein US-amerikanischer Crossläufer.
Bei den Olympischen Spielen 1924 in Paris wurde er Sechster in der Einzelwertung des als Hitzeschlacht von Colombes in die Sportgeschichte eingegangenen Crosslaufs und gewann mit dem US-Team Silber.